# Xenopsylla sarodes
Xenopsylla sarodes är en loppart som beskrevs av Jordan 1937. Xenopsylla sarodes ingår i släktet Xenopsylla och familjen husloppor.

## Underarter
Arten delas in i följande underarter:
- X. s. sarodes
- X. s. manyarensis
- X. s. serengetiensis